# ماشه (کمون)
ماشه یک کمون است که در منطقه پی دو لا لوآر در شهرستان وانده در غرب فرانسه قرار دارد. 